# Siva jelša
Síva jélša (znanstveno ime Alnus incana) je listopadno drevo severne poloble.

## Opis
Ime »siva« je drevo dobilo po obarvanosti mladih poganjkov in listnih pecljev. Drevo zraste od 10 do 20 metrov visoko, ima pa gladko, svetlečo skorjo svetlo sive barve.
Listi so jajčasto elipsaste oblike, nameščeni pa so na peclju z dlakavim prilistom. Listni rob je dvojno narezan, pri dnu pa je zaokrožen. Zgornja stran je gladka in temno zelene barve, spodnja pa svetlo siva in dlakava.
Drevo ima enospolne cvetove, ki so združeni v mačice. Moški cvetovi se na drevesu pojavijo pred listi in so dolgi ter viseči. Ženski cvetovi so manjši in krajši ter nimajo pecljev. Združeni so v socvetja, v katerih je od 2 do 5 cvetov. Plodovi so podobni storžkom in so združeni v soplodja. Drobni okrogli oreški z olesenelimi luskami so glavni način razmnoževanja sive jelše.
Siva jelša je hitro rastoče drevo, ki uspeva tudi v slabših pogojih. Rada se zadržuje v bolj vlažni zemlji in dobro prenaša mraz. Razširjena je v višjih območjih severne Evrope, srednje in severne Azije ter v Severni Ameriki. Z listi sive jelše se prehranjujejo nekatere gosenice.

## Podvrste
Obstaja več podvrst sive jelše, ki jih nekateri avtorji smatrajo za samostojne vrste:
- Alnus incana subsp. incana
- Alnus incana subsp. hirsuta
- Alnus incana subsp. kolaensis
- Alnus incana subsp. oblongifolia
- Alnus incana subsp. rugosa
- Alnus incana subsp. tenuifolia